# Синее Ухо
Синее ухо (англ. Blue Ear) — вымышленный персонаж, супергерой во Вселенной Marvel Comics. Marvel создало персонажа в честь Энтони Смита, слабослышащего 4-летнего поклонника комиксов из Салема, Нью-Гэмпшир, США. Смит не слышит своим правым ухом и частично своим левым, потому что он страдает от Мозаичной трисомии 22.

## История публикации
Смиту был предоставлен слуховой аппарат его мамой, Кристиной Д’Аллесандро, и использовала его регулярно, пока он не впал в депрессию и отказался носить его в школу в 2012. По словам Смита, «супергерои не носят синие уши.» Д’Аллесандро была встревожена этим и написала Marvel Comics по электронной почте в Нью-Йорк за помощью в сложившейся ситуации. Дизайнер и помощник редактора, Нельсон Рибейро, затем создал оригинальный образ Синего уха и послал его семье Д’Аллесандро. Позже, производственный художник Мэнни Медерос начал работать над эскизом Синего уха, как ребенок. Медерос сказал Huffington Post, что во время творческого процесса, у Медероса появилась идея: «Почему бы самому супергерою не быть маленьким ребенком?» Marvel Comics ответил, послав комиксы Соколиного глаза 1980-х Д’Аллесандро, когда супергерой потерял 80 % своего слуха и должен был носить слуховые аппараты, наряду с рисунком «Синего уха», супергероя, основанного на Энтони, говоря: «Благодаря моему слушающему устройству, я слышу, что кто-то в беде!»
Д’Аллесандро заявила, что Смит взял картинки комиксов в детский сад, что заставило учителей сделать «супергеройскую неделю». Дед Смита, сенатор Нью-Гэмпшира Лу Д’Аллесандро, заявил, «Это — чувство хорошего момента, это — чувство хорошей истории, и мы должны заставить мир признать это.» В марте 2013, Смит посетил мероприятие в Центре Слуха и Коммуникации, чтобы дебютировать плакат.
Персонаж Синее Ухо вернулся для своего комиксового дебюта в выпуске Team-up Marvel Custom Solutions Iron Man Issue вместе с титульным персонажем Железным человеком и новым персонажем по имени Сафеара для другой кампании для детей с нарушениями слуха. Под костюмами, основанными на дизайне Нельсона Рибейро, Синее Ухо на этот раз написан под именем Доктор Педро Перес, и получил источник своей героической идентичности. Синее Ухо возвращается вместе с Сафаерой под четырёхчастной одностраничной «Лимитированной серии комиксов» под названием Blue Ear & Sapheara в рамках празднования Лучшего слуха и речи.